# Oscar Antonio Montes
Oscar Antonio Montes (Buenos Aires, 17 de marzo de 1924-Ib., 21 de septiembre de 2012) fue un militar argentino, miembro del Grupo de Tareas 3.3.2, que fue condenado por delitos de lesa humanidad y falleció antes que la sentencia estuviera firme.

## Biografía
Como miembro de la Armada, alcanza el grado de vicealmirante. Durante la última dictadura militar (1976-1983), desde 1976 y hasta 1977, comandó el Grupo de tareas 3.3.2 de La ESMA. En mayo de 1977 asume como ministro de Relaciones Exteriores, reemplazando al vicealmirante César Guzzetti, ocupando dicho cargo hasta noviembre de 1978, cuando fue reemplazado por el Brigadier Mayor Carlos Washington Pastor.
En 2003 se reabren las causas por los crímenes ocurridos en la ESMA, siendo Montes posteriormente procesado y puesto bajo arresto domiciliario. En 2008, la Justicia le embarga el 20 por ciento de su jubilación como retirado de la Marina, en atención a futuros resarcimientos que le pudieran corresponder a sus víctimas.
En 2009 se le inicia un juicio oral, junto a otros 17 acusados y el 26 de octubre de 2011 es condenado a prisión perpetua, acusado de los delitos de privación ilegal de la libertad, imposición de tormentos, en reiteradas ocasiones y homicidio en dos ocasiones.